# Lago Baker (California)
El lago Baker  es un lago estadounidense situado  en el condado de Shasta , en el norte de California. El lago se encuentra a una altitud de 1628 metros.
En el condado también se encuentra el lago Emerald, a una altitud de 2470 metros.